# Música de la Antigua Grecia

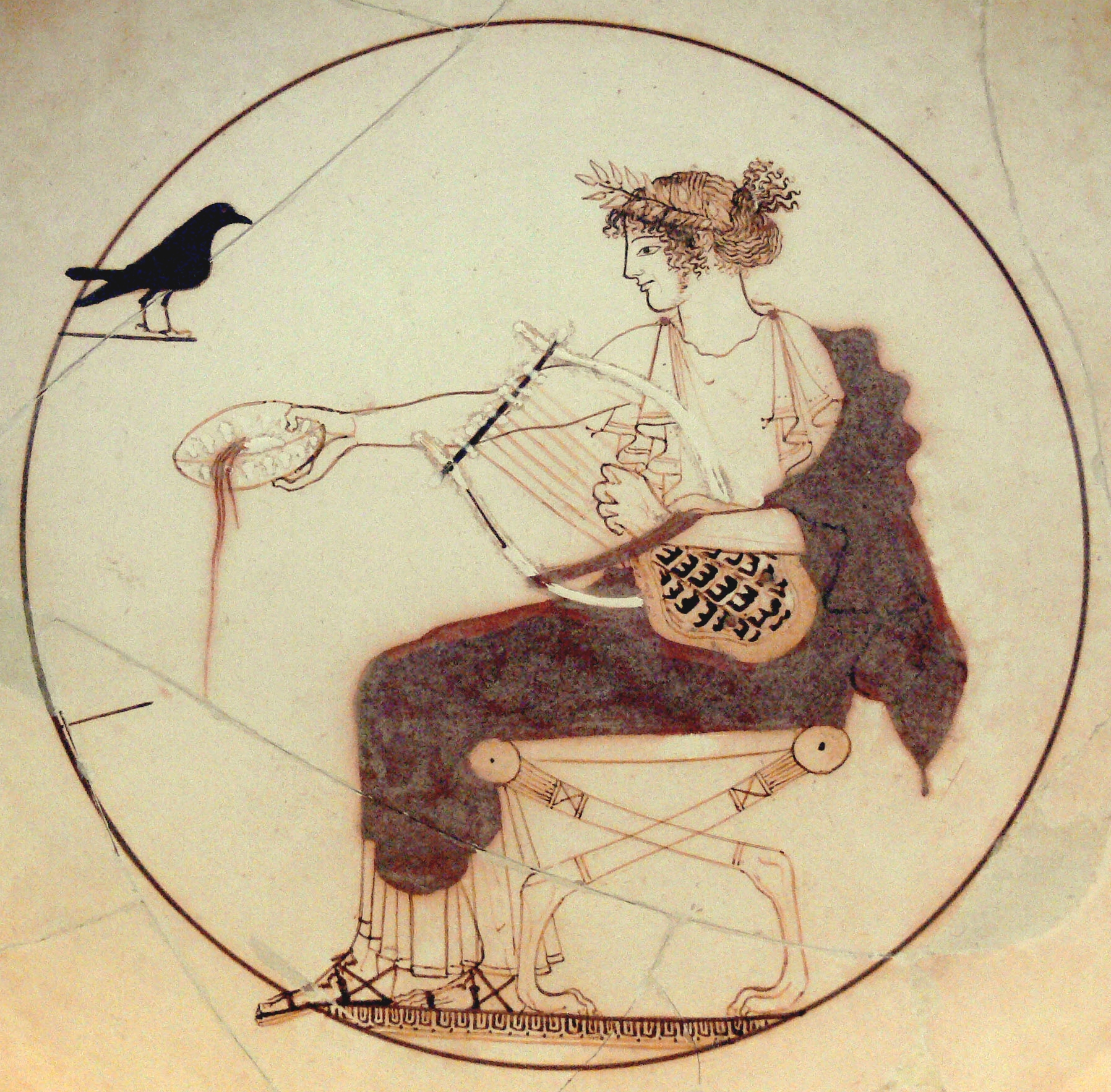
Apolo con una lira representado en una cílica del

La música de la Antigua Grecia era un arte que se encontraba presente en la sociedad de forma casi universal: En las celebraciones, funerales, en el teatro, a través de la música popular o mediante las baladas que presentaban los poemas épicos. Por tanto, tenían una función importante en la vida de los habitantes de la Antigua Grecia.
En la actualidad, constan significativos fragmentos sobre la notación musical utilizada por los griegos, así como muchas referencias literarias a la música de la Antigua Grecia. A través de las fuentes se ha podido investigar, o al menos hacerse cierta idea, sobre cómo sonaba la música griega, su papel en la sociedad, las cuestiones económicas relacionadas con ese arte o la importancia social de los músicos. La propia actividad de tocar instrumentos musicales está presente a menudo en el arte encontrado en las cerámicas griegas. Por su parte, la propia palabra «música» procede de la denominación de las musas, las hijas de Zeus que, según la mitología griega, inspiraban todas las actividades creativas e intelectuales.

## Sonido de la música de la Antigua Grecia
Platón hizo esta crítica de la música de su época:

Nuestra música estuvo una vez dividida en sus formas correctas (...) No estaba permitido intercambiar los estilos melódicos de estas formas establecidas con otras. El conocimiento informaba el juicio y penalizaba la desobediencia. No había silbidos, ruidos no musicales, o palmas para aplausos. La regla era escuchar silenciosamente y aprender; niños, profesores y la multitud se mantenían en orden ante la amenaza del palo. [...] Pero luego, la anarquía no musical fue dirigida por poetas que tenían talento natural, pero eran ignorantes de las leyes de la música (...) A través de la estupidez se engañaron en pensar que no había bien o mal en la música, que debía ser juzgada en función del placer que diese. Con sus obras y sus teorías infectaron a las masas con la presunción de creerse jueces válidos. Por lo que nuestros teatros, antes silenciosos, se volvieron vocales, y la aristocracia musical llevó a una perniciosa teatrocracia (..) el criterio no era música, sino una reputación por la habilidad promiscua y un espíritu de ruptura de las leyes.

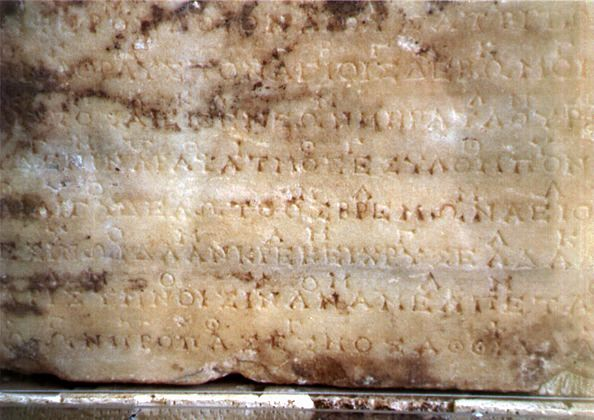
Fotografía de la piedra original de Delfos en la que aparece el segundo de los dos himnos en honor a Apolo. La anotación musical se representa en los símbolos que aparecen de forma discontinua encima de la principal línea ininterrumpida de signos alfabéticos griegos.

Podemos asumir a partir de sus referencias a las formas establecidas y a las leyes de la música que, al menos parte de la formalidad del sistema armónico pitagórico había calado en la música griega, como mínimo cuando esta era tocada por músicos profesionales en público. En su escrito, Platón estaría precisamente quejándose del alejamiento de esos principios hacia el "espíritu de ruptura de las leyes".
Entre los infractores estaría seguramente incluido Aristóxeno, que mantenía que las notas de la escala no debían juzgarse por la proporción matemática, como mantenían los pitagóricos, sino por el oído absoluto. En esencia, Aristóxeno dijo que dado que no podías oír la "música de las esferas" en cualquier caso, ¿por qué no simplemente cantar y tocar los sonidos buenos y razonables para nosotros? Esta filosofía tan simple subyace tras el movimiento posterior hacia el sistema temperado e incluso es comparable a la división de la música del siglo XX entre música tonal y música atonal.

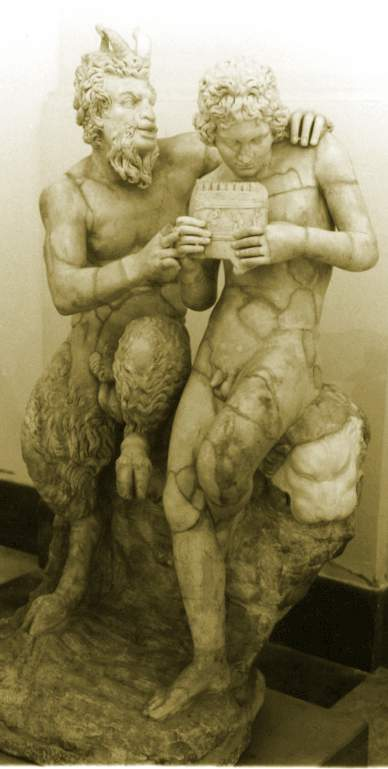
Pan instruye a Dafnis en el uso de la flauta.

Por ello, jugar con aquello que "sonaba bien" violaba el uso adecuado del ethos de los modos. Es decir, los griegos habían desarrollado un complejo sistema que relacionaba características particulares de carácter emocional y espiritual con ciertos modos. Los nombres para los diversos modos derivaban de los nombres de las tribus y pueblos griegos, de los que se decía que su temperamento y sus emociones estaban caracterizados por el sonido único de cada modo. Por lo tanto, los modos dorios eran "duros", los frigios "sensuales", y así en adelante. En otros lugares, Platón comenta sobre el uso adecuado de los distintos modos: el dorio, el frigio, el lidio, etc. Es difícil para un oído moderno relacionar el concepto de ethos en la música excepto mediante la comparación con nuestra propias percepciones. Así, una escala menor se utiliza para la melancolía y una escala mayor para casi todo lo demás, desde la música alegre a la heroica. En realidad, hoy en día sería más comparable con el sistema de escalas usado en la India y conocido como raga, que percibe distintas escalas como más apropiadas para la mañana, otras para la tarde, y así en adelante.
... ya tempranamente lo intentaron los griegos al fundir música y poesía acompañando al canto con el tañido de la lira —práctica de la cual deviene el adjetivo lírico tanto para el canto, como para la poesía—, y al estructurar los coros de la tragedia (Robertson y Stevens, 1982; Salas y Pauletto, 1938; Forns, 1948).

### La escala

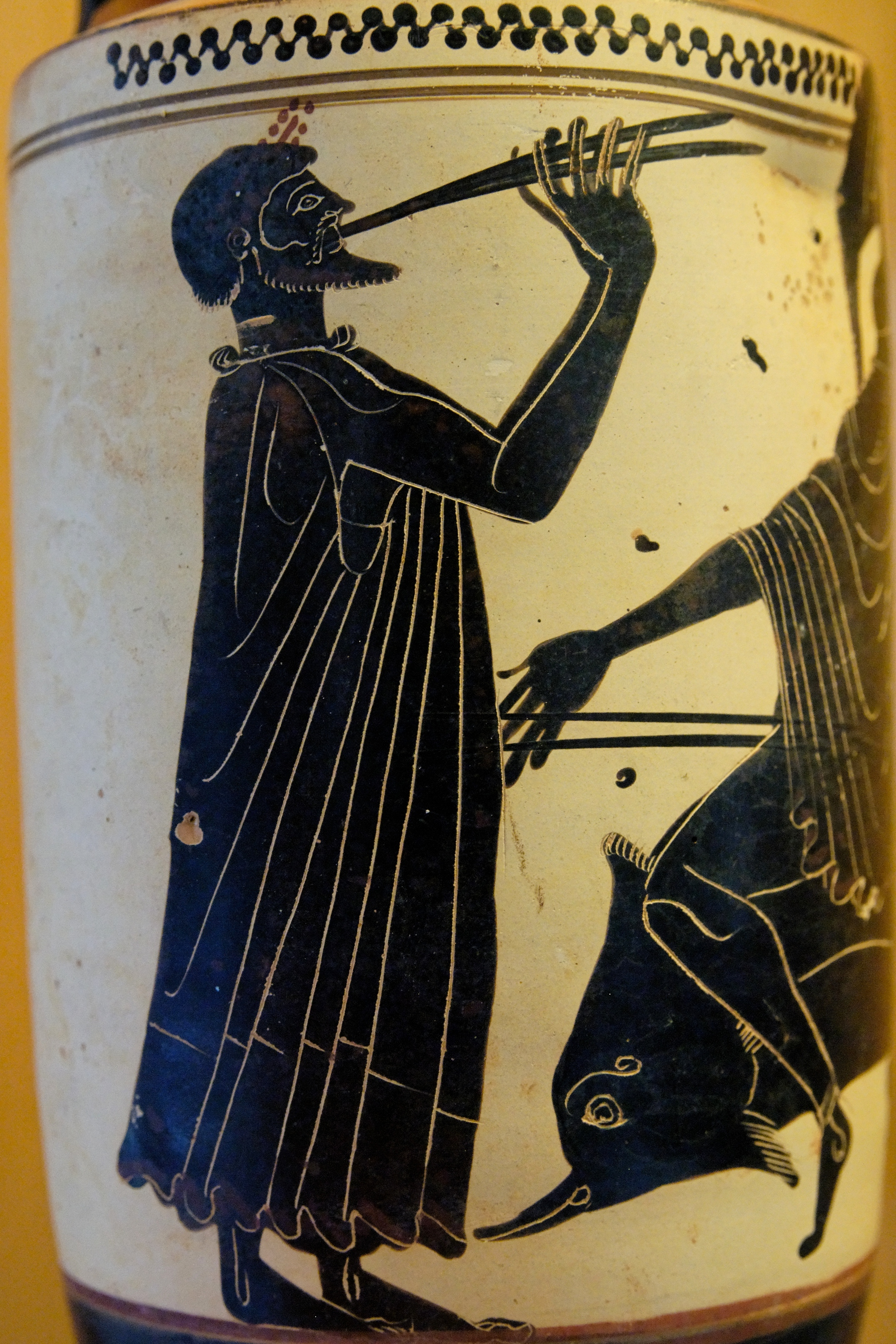
Auleta (instrumentista de aulos), lecito ático de fondo blanco, c. 480 a. C., Museo arqueológico regional Antonio Salinas de Palermo.

La escala fundamental de los griegos de la Antigüedad era la doria: re, mi, fa, sol, la, si, do, re. Sin embargo, mientras que la escala moderna es esencialmente «ascendente», la doria era  «descendente»: subirla, era, a ojos de los griegos, emplearla al revés. El sitio de los semitonos en las dos escalas es el mismo, si se considera cada escala en su sentido directo, y no en el inverso. No olvidemos que una escala es un movimiento melódico, y que la dirección de este movimiento depende de las atracciones entre las notas, y después por la determinación del lugar de los semitonos. Crearon sus primeras escalas mediante la notación alfabética, es decir dieron a las notas como nombre algunas letras de su alfabeto.
Nuestra escala tiene una tónica que está en el primer grado. Pero la noción de la tónica no tiene sentido más que desde el punto de vista moderno de la armonía, concepto que, tal y como la entendemos, era ignorado por los griegos. Su escala no tenía tónica y, no obstante, había una nota que jugaba un papel preponderante: era la mediante. En la escala doria, la mediante era el la. Su nombre se debía a su posición casi central, y su importancia se debía a que la mayoría de las relaciones melódicas se percibían directa o indirectamente en relación con ella. La doria era la escala fija en la música griega. Pero se transformaba en una serie de diversas escalas o modos, según se desplazara el punto de partida y la mediana (véase velocidad de fase).
Los modos griegos eran: dórico, hipodórico, frigio,  hipofrigio, lidio, hipolidio, mixolidio, hipomixolidio.
Igual que transponemos nuestra escala mayor y nuestra escala menor de la nota la, sin dulces tonalidades diferentes por el medio de alteraciones ascendentes o descendentes, los griegos usaban transposiciones análogas. Sabían incluso modular a la quinta inferior por medios puramente melódicos. Hasta aquí la exposición del sistema musical griego conforme a su forma más antigua, al que los griegos denominaban «género diatónico», debido a que era en el que las cuerdas de la lira alcanzaban la máxima tensión, y que se caracterizaba por la disposición siguiente de los intervalos en el tetracordio inferior de la escala: la-sol-fa-mi.
Las complicaciones, sin duda de origen oriental, se introdujeron después en la música griega, bajo los nombres de escala cromática y de escala enarmónica. La cromática se definía por la disposición siguiente del tetracordio inferior de la escala: la-fa#-fa(b)-mi.
En cuanto a la escala enarmónica, muy diferente de la moderna, introdujo en la escala el cuarto de tono. A falta de signo más apropiados se representa por un fa seguido de un medio bemol ♭ utilizado para bajar la nota fa un cuarto de tono en el tetracordio inferior de la escala enarmónica la-fa-fa(b/)-mi.
La música griega era esencialmente homófona, como todas las músicas de la antigüedad. Los griegos no consideraban musical la producción simultánea de dos melodías diferentes. Además, no conocían la armonía en el sentido moderno de la palabra.
Cuando cantaban los coros, siempre era al unísono o a la octava, y el aumento de un canto a la octava, tal y como se producía cuando se asociaban voces infantiles con voces de adultos, les parecía una complicación audaz. Los instrumentos que acompañaban a las voces se contentaban con aumentar su parte; a veces, sin embargo, añadían una «nota cambiata». Pero tales ornamentos o mezclas de sonidos no tenían, en ningún grado, el carácter o papel de nuestros contrapuntos o armonías modernas.
En definitiva, los sonidos de las escalas varían en función del lugar en el que se ubican los tonos y los semitonos. Mientras que la música occidental moderna distingue relativamente pocos tipos de escalas, los griegos usaban esta ubicación de tonos, semitonos e incluso la cuarta parte de tono para desarrollar un gran repertorio de escalas, cada una con un supuesto "ethos". No existe sin embargo ninguna evidencia que lleve a concluir que una secuencia de notas en una escala concreta corresponde "de forma natural" a una emoción particular o a una característica de la personalidad. Sin embargo, la idea griega de la escala (incluido su nombre) llegó hasta la música romana posterior y hasta la Edad Media, pudiendo encontrarse un ejemplo en el sistema modal eclesiástico.
A partir de las descripciones que han llegado a nuestros días, desde los escritos de Platón, Aristóxeno y, más adelante,  Arístides Quintiliano y Boecio, podemos decir, aunque con ciertas precauciones, que los antiguos griegos, al menos los anteriores a Platón, escuchaban música principalmente monofónica, es decir, formada por melodías simples basadas en un sistema de modos o escalas, construidas bajo el concepto de que las notas debían ser colocadas entre intervalos consonantes. Está comúnmente aceptado en musicología que la armonía, en el sentido de un sistema desarrollado de composición en la que muchos tonos contribuyen al mismo tiempo a la expectación de resolución de la audiencia, fue inventada en la Edad Media europea, y que las culturas antiguas no tenían un sistema desarrollado de armonía. Sin embargo, resulta obvio a partir del texto de Platón que los músicos griegos en ocasiones hacían sonar más de una nota al mismo tiempo, aunque esto aparentemente era considerado una técnica avanzada. Algunos estudiosos creen que el fragmento musical conservado de Orestes de Eurípides claramente solicita que suene más de una nota al mismo tiempo; sin embargo, lo más probable es que el coro cantara todas las voces  al unísono, de modo que las notas instrumentales, dadas probablemente con el aulos, se emitirían en los momentos de silencio del coro, para subrayar la tensión emotiva. También existe un interesante estudio en el campo de la música de la antigüedad en el Mediterráneo (descifrando escrituras musicales cuneiformes) que defiende la existencia de varios sonidos al mismo tiempo y de la invención teórica de una escala muchos siglos antes de que la escritura llegara a Grecia. Sin embargo, todo lo que se puede decir a partir de la evidencia existente es que, mientras que los músicos griegos sí que emplearon la técnica de hacer sonar varios tonos de forma simultánea, la forma más común y básica de la música griega era monofónica.
Todo ello parece evidente si tenemos en cuenta los escritos de Platón:

La lira debería utilizarse junto con las voces [...] el músico y el pupilo creando nota por nota al unísono, con heterofonía y bordadas por la lira [...]

### El ritmo
La teoría del ritmo tenía para los griegos una importancia capital y adquirió un desarrollo considerable, cuyo análogo se encuentra en los tratados de composición modernos.
El pulso, que servía de base al sistema, era el valor de duración de la más pequeña, la «breve» (U), cuyo múltiplo era la larga (-), que equivalía a dos breves. Combinando largas y breves, se obtenían diferentes ritmos elementales o «pies», que corresponden a los tiempos de nuestros «compases»: el yambo (U-), el troqueo (-U), el tribraquio (UUU), el dáctilo (-UU), el anapesto (UU-), el espondeo (--), etc. Al reunir varios pies se formaban los metros, como nuestros compases se componen de tiempos. La unión de varios metros daba lugar a un elemento de fraseo o kôlon. Generalmente el fraseo se componía de dos kôla.
Los fraseos se reagrupaban en periodos y los periodos en estrofas, que se presentaban de ordinario seguidas de la antístrofa, y del épodo (coda). Las leyes más minuciosas y más variadas se aplicaban a la construcción de estos grandes conjuntos rítmicos, que aparecían ya sea en una oda de Píndaro o ya sea en una escena trágica de Esquilo; muy análogas por su arquitectura a las sonatas y sinfonías. Estas reglas de construcción fueron totalmente ignoradas en la Edad Media. Reencontradas gracias al instinto de los grandes maestros clásicos, no fueron enunciadas de forma muy explícita hasta después del descubrimiento en el siglo XX del verdadero significado de la doctrina de los antiguos.

## Partituras

Partitura del Epitafio de Sícilo.

Se conservan unos 60 fragmentos musicales griegos, desafortunadamente muy incompletos, transmitidos esencialmente en papiros de época greco-romana encontrados en Egipto. Han sobrevivido pocas piezas íntegras, como el denominado Epitafio de Sícilo (siglo II a. C.), algunos Himnos de Mesomedes de Creta —músico habitual del emperador Adriano— que han llegado a nuestros días gracias a su inclusión en manuscritos medievales, y algunas piezas instrumentales anónimas. Quedan treinta y siete notas del Orestes de Eurípides y cerca de unas veinte notas de Ifigenia en Áulide, del mismo autor.
Entre las piezas fragmentarias, las más importantes son los Himnos de Delfos, dos himnos del siglo II a. C. descubiertos en 1893-1894 por Théodore Reinach.
En el Museo del Louvre se ha hallado un fragmento de un extracto de la tragedia Medea, del dramaturgo Carcino.

## La música en la sociedad

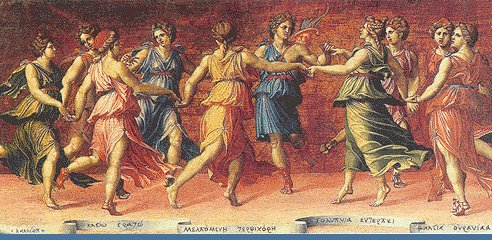
Representación de las musas danzando.

La función de la música en la sociedad de la Antigua Grecia estaba de cierto modo vinculada a su mitología: Anfión aprendió la música de Hermes, y luego construyó Tebas usando una lira de oro con la que podía colocar las piedras en su lugar tan sólo con el sonido que emitía. Orfeo, el maestro de música, tocaba su lira con tal maestría que podía hacer dormir a las bestias, y el mito de la creación del orfismo mostraba la génesis a través de una narración en el que Rea tocaba un tambor, llamando la atención de los hombres sobre los oráculos de la diosa. También encontramos a Hermes mostrando a Apolo su lira recién inventada con el caparazón de una tortuga, o las propias victorias musicales de Apolo sobre Marsias y Pan.
Hay muchas referencias que indican que la música era una parte integral de la percepción griega de cómo su raza había sido creada y de cómo sus destinos continuaban controlados y observados por los dioses. Por ese motivo, no es ninguna sorpresa que la música estuviese omnipresente en los Juegos Píticos, los Olímpicos, las ceremonias religiosas, actividades lúdicas, e incluso en los comienzos de los dramas a través del ditirambo, lírica coral dedicada al dios Dioniso.
En algunas fiestas solemnes tenían lugar grandes concursos musicales entre los más renombrados virtuosos. Se ha conservado el escrito de una representación llamada pȳthikon, una especie de «música programática» que describe la lucha de Apolo contra la serpiente Pitón: 1° introducción; 2° provocación ; 3° yámbico (combate, charanga, imitación de los chirridos de los dientes del dragón); 4° oración  (o celebración de la victoria); 5° ovación  (canto de triunfo). 
Los instrumentistas más famosos de la antigüedad brillaron en la ejecución de su «pȳthicon».
Aunque la interpretación de solos de instrumentos adquirió cada vez más importancia en Grecia, primitivamente la música griega era sobre todo vocal.

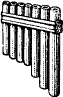
Flauta de Pan o siringa.

Las obras líricas de todos los antiguos poetas eran compuestas para ser cantadas. La tragedia griega era un drama en gran parte musical: en ellas cantaban los coros, sobre todo en sus orígenes, como por ejemplo en las obras de Esquilo. En Atenas, las representaciones de tragedias eran ceremonias oficiales y fiestas populares en las que toda la ciudad tomaba parte. Así se explica que el arte musical estuviera asociado a la poesía, a la danza y a la mímica en la Antigua Grecia.
La danza en el teatro antiguo no se parece a los ballets modernos. Era una danza sin virtuosismo, sin «solos», sin parejas (los coros de bailes sólo estaban formados por hombres), sin rapidez; era una danza donde el movimiento de las manos y las actitudes del cuerpo jugaban un papel mayor que los pasos de baile.
Puede ser que los verdaderos sonidos de la música que se escuchaba en los rituales, juegos, dramas, etc. sufriese algún tipo de cambio tras la dramática caída de Atenas en 404 a. C., en la guerra de Decelia, la fase final de la guerra del Peloponeso. En ese momento se produce una cierta "revolución" en la cultura griega, y es de esa época de cuándo data el lamento de Platón sobre los cambios acaecidos en la música. Aunque se seguía valorando el virtuosismo instrumental, la queja de Platón incluía la atención excesiva a la música instrumental hasta el punto de que interfería con la voz humana que la acompañaba, apartándose por tanto del ethos tradicional de la música.

## Instrumentos musicales

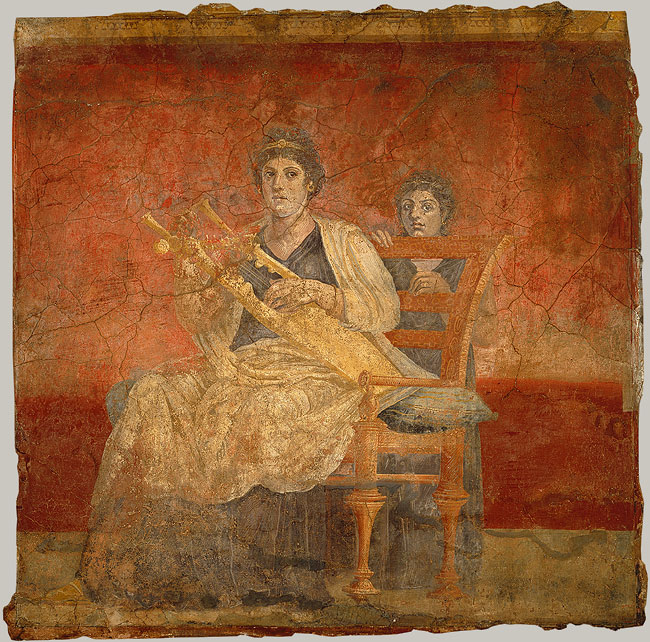
Representación tardía romana de una mujer tocando la cítara.

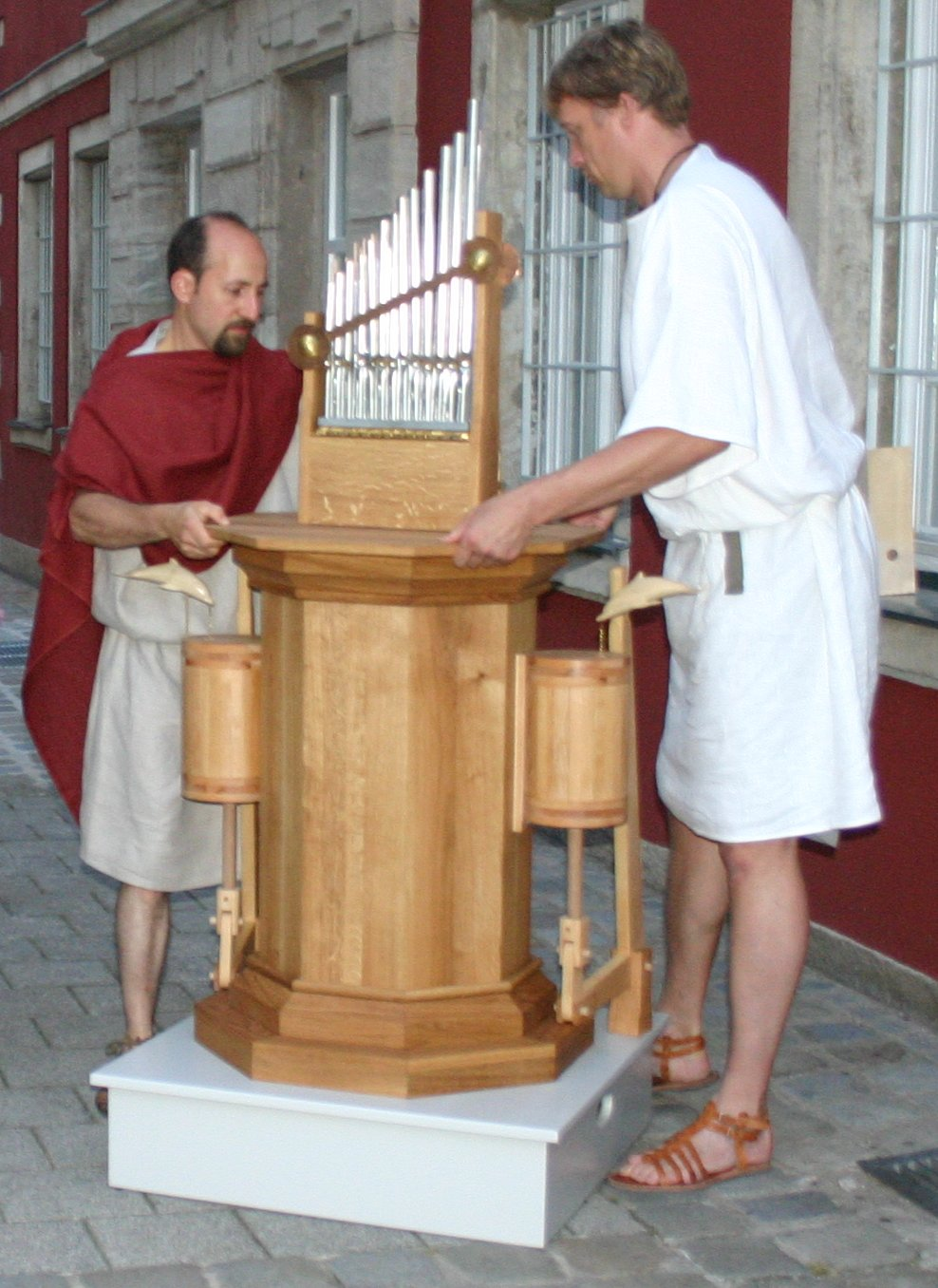
Recreación de un hydraulis.

Todos los instrumentos utilizados para crear cualquier tipo de música pueden ser divididos en tres categorías basadas en el modo en el que se produce el sonido: cuerda, viento y percusión (excluyendo los instrumentos electrónicos utilizados en la actualidad). Bajo este sistema, los instrumentos de cada uno de esos tipos pueden dividirse en subtipos en función de la forma en que se extrae el sonido. A continuación se enumeran algunos de los instrumentos utilizados para crear música en la Antigua Grecia:
- La lira: Instrumento de cuerda pulsada, con forma de ábaco, que originalmente se construía utilizando como caja caparazones de tortuga, y en el que había unas siete o más cuerdas afinadas para que hiciesen sonar las notas de cada uno de los modos. La lira se usaba para acompañar a otros instrumentos, o bien por sí misma para recitar canciones.
- La cítara: Instrumento parecido aunque algo más complicado que la lira. Tenía un marco en forma de caja en la que las cuerdas se estiraban desde la cruceta superior hasta la caja de resonancia ubicada en la parte baja. Se mantenía vertical y se tocaba con un plectro. Las cuerdas podían afinarse ajustando cuñas de madera.
- El aulós, instrumento parecido a un oboe doble en el que ambos instrumentos de viento se tocaban al mismo tiempo. Las reconstrucciones modernas indican que producían un sonido parecido al de un clarinete. Existe, sin embargo, cierta confusión acerca de la naturaleza exacta del instrumento, puesto que según la descripción podría ser de lengüeta simple o doble.
- La flauta de Pan, también conocida como siringa (en griego συριγξ), era un instrumento musical antiguo que se basaba en el principio de la resonancia acústica en un tubo taponado. Consistía en una serie de tubos de longitud variable que se afinaba cortando los tubos a la longitud deseada. El sonido se produce soplando a través de la única abertura del tubo.
- El hydraulis, instrumento de viento que se manejaba desde un teclado (instrumento de teclado), precursor del actual órgano tubular. Tal y como indica su nombre, el instrumento utilizaba el agua para mantener un flujo constante de aire a través de sus tubos. Han pervivido dos descripciones detalladas del instrumento: la de Marco Vitruvio[16] y la de Herón de Alejandría.[17] Estas descripciones se centran principalmente en el mecanismo del teclado y en la forma en la que el instrumento recibía el necesario flujo de aire. Por otro lado, en 1885 fue descubierto en Cartago un modelo en cerámica bien preservado. El agua y el aire entran en el instrumento y llegan juntos a la cámara eólica. A continuación, el aire comprimido entra en un compartimento situado en la parte superior de la cámara eólica, y desde aquí, se distribuye hacia los tubos del órgano. El agua, después de haber sido separada del aire, deja la cámara eólica conforme va entrando en ella. A continuación, el agua impulsa una rueda, que a su vez mueve un cilindro musical. Para hacer funcionar el órgano, la llave que permite el paso del agua al interior del instrumento debe estar abierta (lo que hace que el agua fluya continuamente).
- La corneta o trompeta aparece en diversas ocasiones en la Eneida de Virgilio. Podemos asumir que los griegos ya hacían uso de este instrumento, y no sólo de las conchas de mar, sino incluso de instrumentos elaborados con metal llamados salpinges (salpinx, en singular). Diversas fuentes mencionan este instrumento de metal con una boquilla de hueso y aparecen en diversas pinturas.
- El salpinx es un instrumento de viento de la Antigua Grecia de la familia de las trompetas.

Todos estos instrumentos llegaron también de una u otra manera a la música de la Antigua Roma.

## Música conservada

### Periodo clásico
- Eleusis inv. 907 (señal de trompeta)
- Dionisio de Halicarnaso, Comp. 63 f.
- Papyrus Viena G 2315 (Eurípides, Orestes)
- Papyrus Leiden inv. P. 510 (Eurípides,  Ifigenia en Áulide)

### Periodo helenístico
- Papyrus Ashm. inv. 89B/31, 33
- Papyrus Ashm. inv. 89B/29-32 (citharodic  nomes)
- Papyrus Hibeh 231
- Papyrus Zeno 59533
- Papyrus Viena G 29825 a/b recto
- Papyrus Viena G 29825 a/b verso
- Papyrus Viena G 29825 c
- Papyrus Viena G 29825 d-f
- Papyrus Viena G 13763/1494
- Papyrus Berlín 6870
- Epidaurus, SEG 30. 390 (Himno a Asclepio)

## Bibliografía

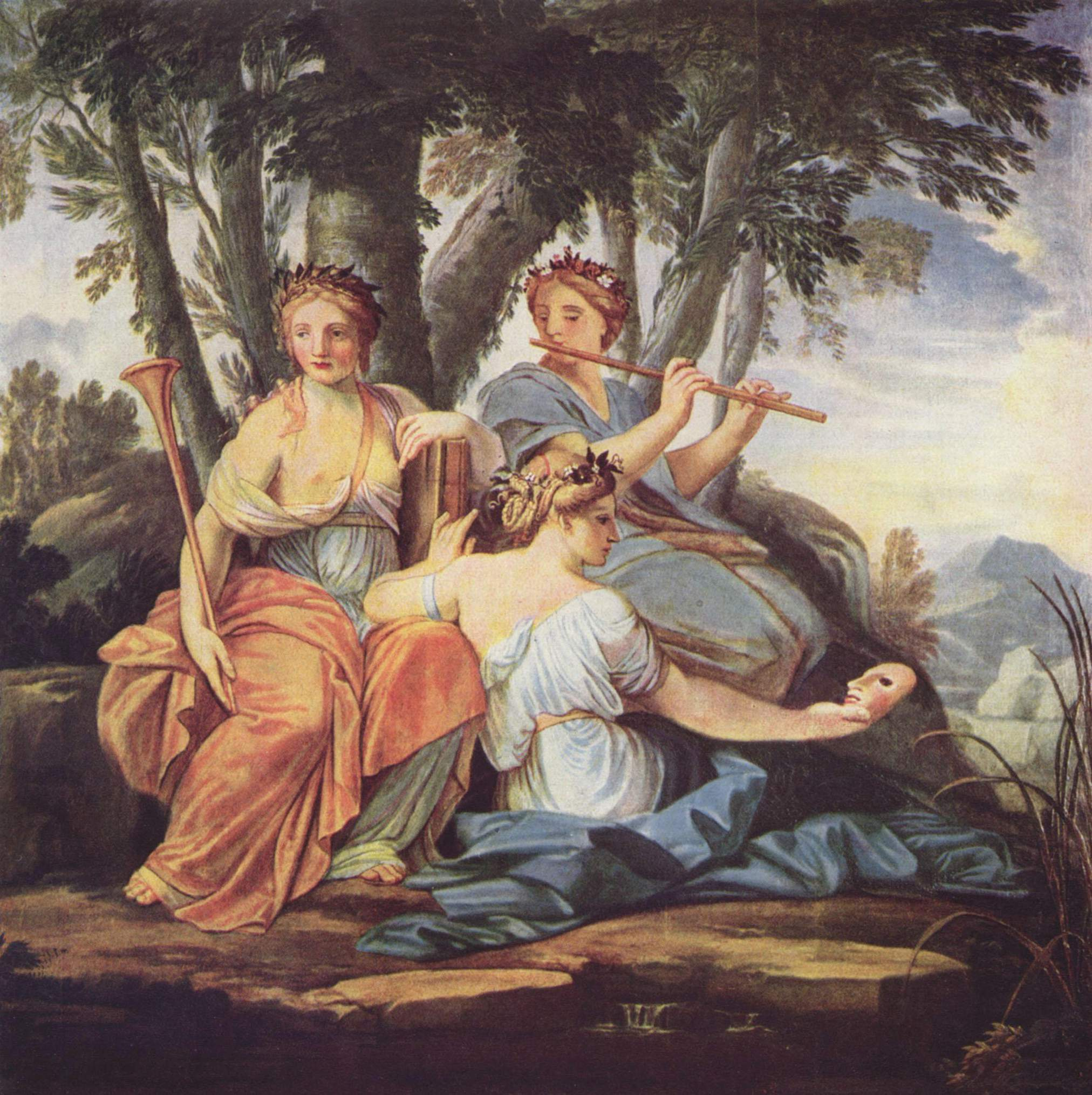
Representación del siglo XVII de las musas griegas Clío, Euterpe y Talía tocando la flauta transversa, presumiblemente la photinx griega.

### Periodo imperial romano
- Himnos délficos
- Epitafio de Sícilo
- Himnos de Mesomedes

## Discografía
- 1979 — Musique de la Grèce antique. Atrium Musicae de Madrid, dir. Gregorio Paniagua. Harmonia Mundi HM 1015.  (Panorama completo de algunos fragmentos dispersos de la música griega del siglo V al I a. C. (Mesomedes de Creta, Aristófanes, Eurípides, etc.), interpretada con reconstrucciones de instrumentos antiguos).
- 1992 — Music of Greek Antiquity. Petros Tabouris et al. F.M. Records 653 PAIAN
- 1992 — Sacred Music of Greek Antiquity. Petros Tabouris et al. F.M. Records PAIAN 607
- 1996 — Music of Ancient Greece. Ensemble Kérilos, dir. Annie Bélis. K617 069  (Reconstrucción de la música antigua según del desciframiento de papiros, inscripciones y códices medievales, interpretada con instrumentos construidos según los modelos antiguos. Se pueden escuchar extractos del disco en la página web Ensemble Kérylos).
- 2005 — A History of Music, vol. 1. Music of the Ancient World. Harmonia Mundi "Century" HMX 290 8163